# Linów (wieś w województwie mazowieckim)
Linów – wieś w Polsce położona w województwie mazowieckim, w powiecie zwoleńskim, w gminie Zwoleń. Ma status sołectwa.
W skład sołectwa Linów wchodzi także leśniczówki: Linów i Miodne.
| SIMC    | Nazwa  | Rodzaj    |
| ------- | ------ | --------- |
| 0643063 | Poręba | część wsi |

W latach 1975–1998 miejscowość administracyjnie należała do województwa radomskiego.
Wierni Kościoła rzymskokatolickiego należą do parafii św. Idziego w Suchej.